# Zona Pradera
Zona Pradera es un parque empresarial, en la zona 10 o Zona Viva de la Ciudad de Guatemala. El parque empresarial consta de cuatro torres de gran altura que se ubican dentro de los edificios más altos de Guatemala. Las cuatro torres miden 83.6 metros de altura, con un total de 19 niveles cada una, su construcción finalizó en 2008.

## Galería de imágenes

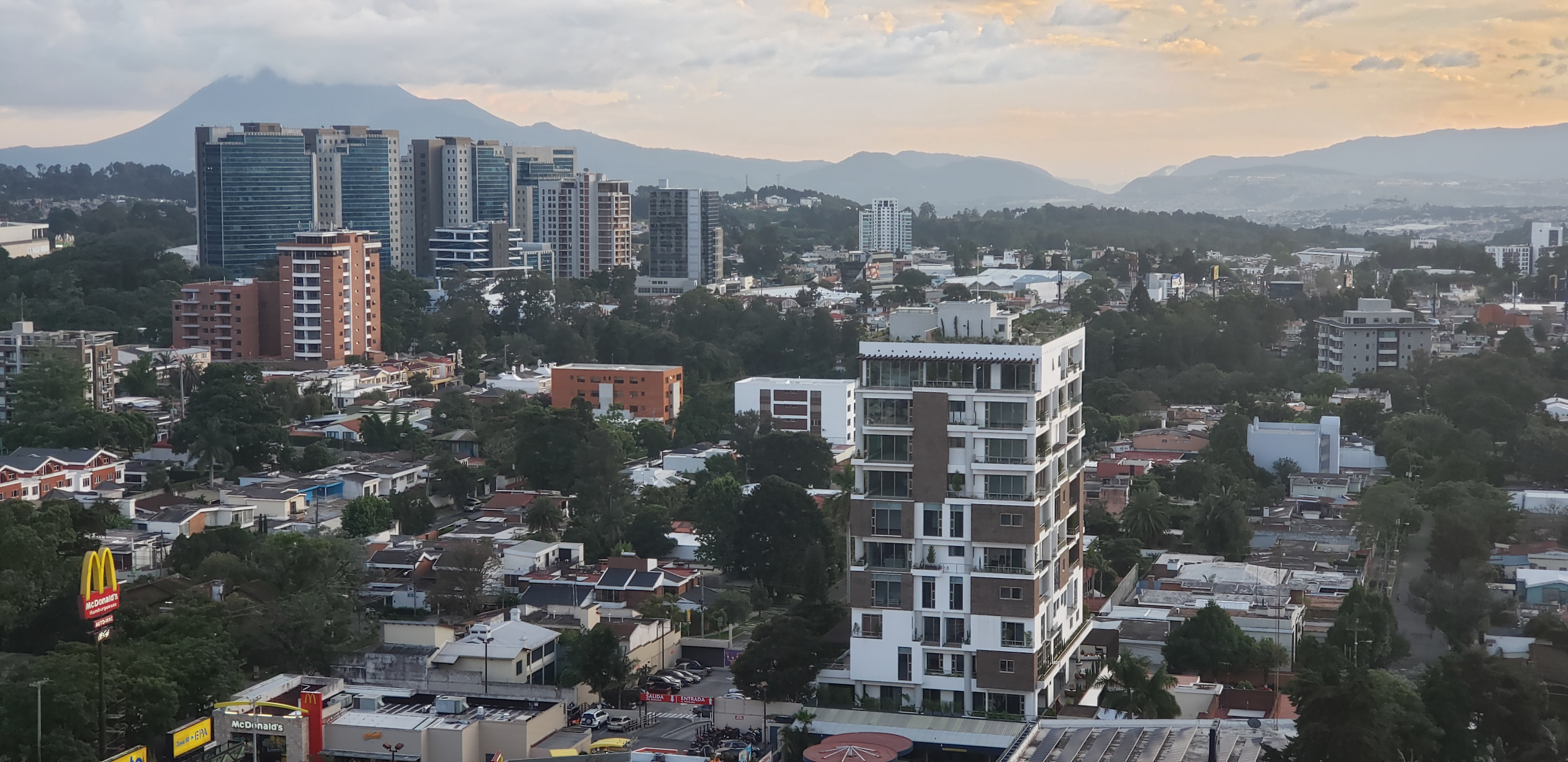

## Datos
- Altura Máxima = 64 metros
- Número de Plantas = 19
- Uso = Oficinas
- Año de Construcción = 2008